# Amazonides ascia
Amazonides ascia är en fjärilsart som beskrevs av Fletcher 1961. Amazonides ascia ingår i släktet Amazonides och familjen nattflyn. Inga underarter finns listade i Catalogue of Life.